# Corynoptera breviformis
Corynoptera breviformis är en tvåvingeart som beskrevs av Werner Mohrig och Nina Krivosheina 1983. Corynoptera breviformis ingår i släktet Corynoptera och familjen sorgmyggor. Arten är reproducerande i Sverige. Inga underarter finns listade i Catalogue of Life.